# Pavla Štoudková
Pavla Štoudková (* 5. März 2003) ist eine tschechische Leichtathletin, die sich auf den Mittelstreckenlauf spezialisiert hat.

## Sportliche Laufbahn
Erste internationale Erfahrungen sammelte Pavla Štoudková beim Europäischen Olympischen Jugendfestival (EYOF) 2019 in Baku, bei dem sie in 2:10,72 min den achten Platz im 800-Meter-Lauf belegte und mit der tschechischen Sprintstaffel (1000 Meter) mit 2:17,10 min den Finaleinzug verpasste. 2021 schied sie bei den U20-Europameisterschaften in Tallinn mit 2:08,79 min im Vorlauf über 800 Meter aus und anschließend schied sie bei den U20-Weltmeisterschaften in Nairobi mit 2:09,14 min im Halbfinale aus. Bei den Crosslauf-Europameisterschaften 2023 in Brüssel gelangte sie mit 21:00 min auf Rang neun mit der Mixed-Staffel. 2025 wurde sie bei der 1. Liga der Team-Europameisterschaft in Madrid in 2:02,43 min Dritte im B-Lauf über 800 Meter und anschließend schied sie bei den U23-Europameisterschaften in Bergen mit 2:03,13 min in der Vorrunde aus. Kurz darauf schied sie bei den World University Games in Bochum mit 2:03,16 min im Halbfinale aus.
2023 wurde Štoudková tschechische Meisterin im 800-Meter-Lauf.

## Persönliche Bestzeiten
- 800 Meter: 2:00,00 min, 14. Juni 2025 in Wien
  - 800 Meter (Halle): 2:03,80 min, 4. Februar 2024 in Prag
- 1500 Meter: 4:18,66 min, 5. Juli 2025 in Cheb
  - 1500 Meter (Halle): 4:25,19 min, 9. Februar 2021 in Prag